# Ardisia elliptica
Ardisia elliptica Thunb. – gatunek roślin z rodziny pierwiosnkowatych (Primulaceae). Występuje naturalnie w Indiach (między innymi na Nikobarach), na Sri Lance, Malediwach, w Bangladeszu, Mjanmie, Tajlandii, Kambodży, Laosie, Wietnamie, na Tajwanie, archipelagu Riukiu, w Malezji, Indonezji (w Kalimantanie, na Sumatrze, Jawie i Celebes) na Nowej Gwinei oraz Filipinach. Ponadto został introdukowany w Stanach Zjednoczonych (na Florydzie i Portoryko), na Bermudach, Jamajce, Małych Antylach, Trynidadzie i Tobago, w Wenezuela, Gujanie, Salwadorze, na Seszelach, Mauritiusie, w Australii (Terytorium Północne i Queensland) oraz na Wyspach Cooka i Towarzystwa. 

## Morfologia

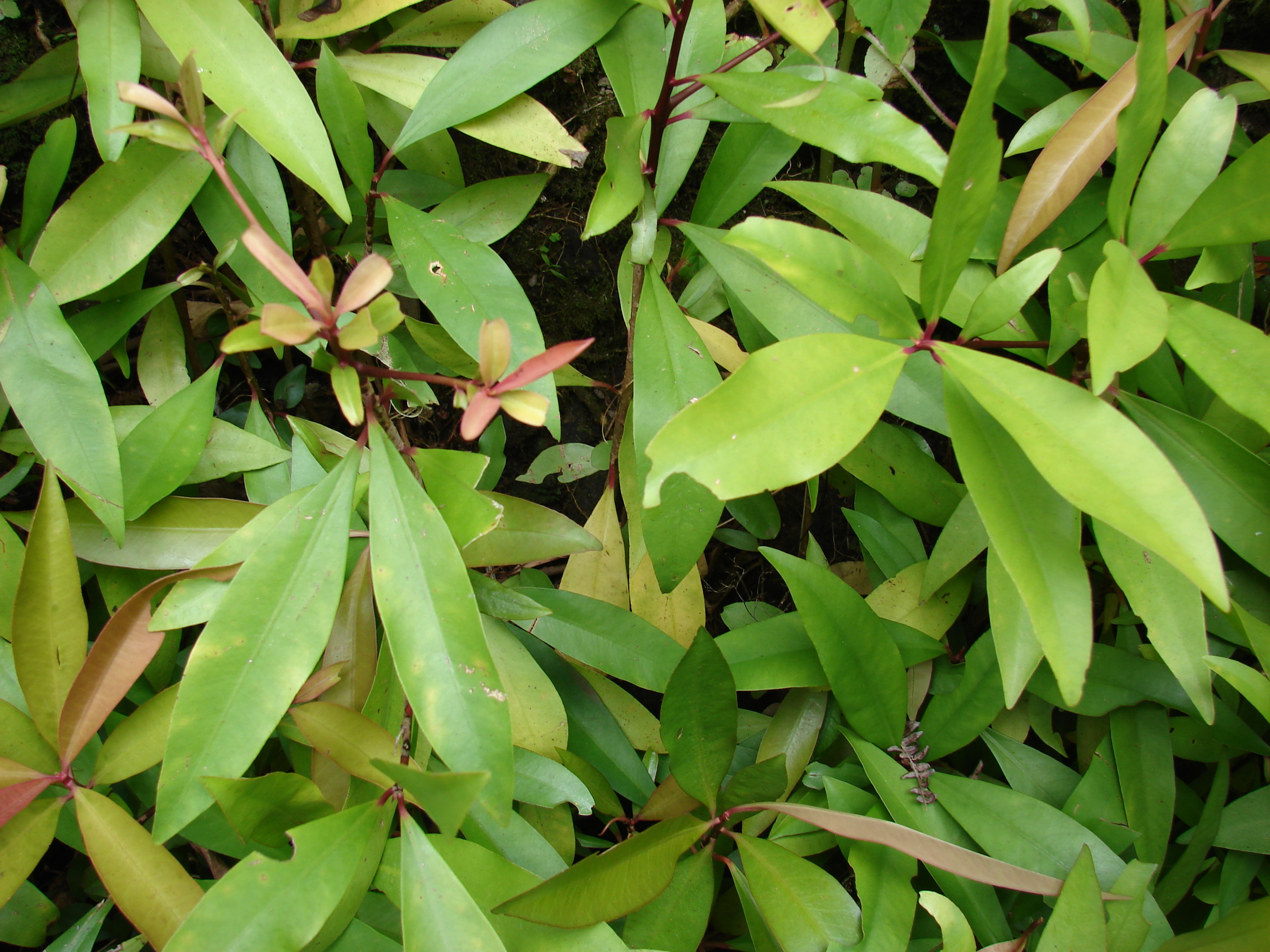
Liście

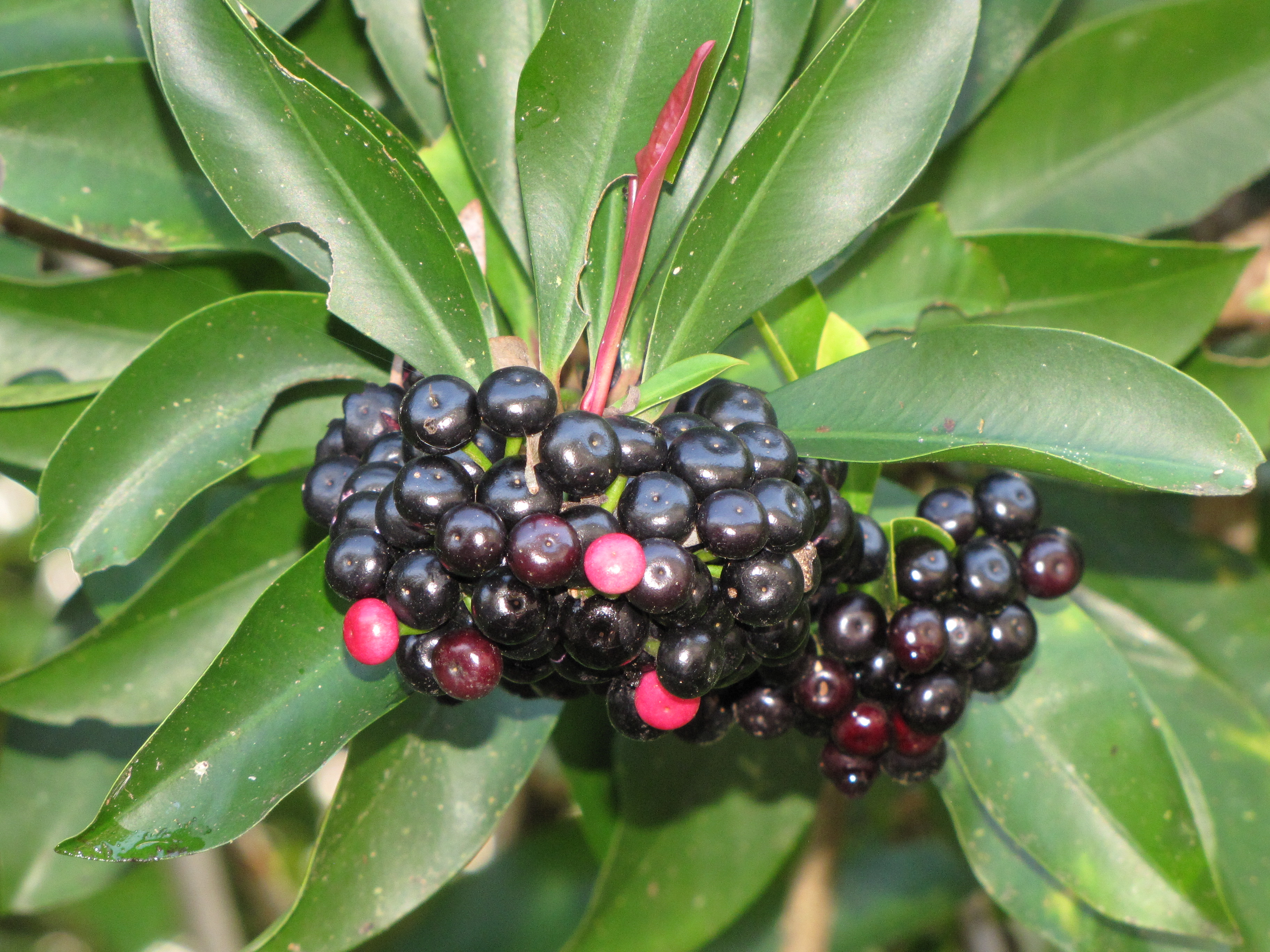
Owoce

PokrójZimozielony krzew dorastający do 1–2 m wysokości.
LiścieBlaszka liściowa jest nieco skórzasta i ma odwrotnie jajowaty lub lancetowaty kształt. Mierzy 6–12 cm długości oraz 3–5 cm szerokości, jest całobrzega, ma klinową nasadę i tępy lub ostry wierzchołek. Ogonek liściowy jest nagi i ma 5–10 mm długości.
KwiatyZebrane w wierzchotkach przypominających baldachy, wyrastających z kątów pędów lub niemal na ich szczytach. Mają działki kielicha o owalnym kształcie i dorastające do 1 mm długości. Płatki są owalne i mają białą barwę.
OwocPestkowce mierzące 8 mm średnicy, o kulistym kształcie i czerwonej lub purpurowej barwie.

## Biologia i ekologia
Rośnie na brzegach cieków wodnych, w lasach i zaroślach. 